# Karl Bodenstab
Karl Bodenstab (auch: Carl Bodenstab; * 20. Juni 1866 in Hannover; † 6. August 1935 ebenda) war ein deutscher Wirtschaftsführer im Bereich Asphalt.

## Leben
Karl Bodenstab wurde wenige Jahre vor der Gründerzeit des Deutschen Kaiserreichs in Hannover geboren.
1911 hatte er ein „Verfahren zur Granulation von Hochofenschlacke und anderen Schmelzen durch Hüttensand“ entwickelt, das er von seiner hannoverschen Adresse in der Wolfstraße 11 in der Zeitschrift Stahl und Eisen vorstellte. Im Folgejahr erschien eine diesbezügliche Beschreibung Bodenstabs auch in der Zeitschrift für angewandte Chemie und Zentralblatt für technische Chemie. Zudem hatte er ein Patent unter der Nummer DP 242943 angemeldet.
Spätestens gegen Ende der Weimarer Republik im Jahr 1929 war er sowohl Generaldirektor als auch Mitglied im Vorstand der Aktiengesellschaft Deutsche Asphalt der „Limmer und Vorwohler Grubenfelder“. Von Hannover aus war Bodenstab auch für die Asphaltgruben in Ahlem zuständig. Ebenfalls 1929 und unter den Adressen Arnswaldstraße 34 und Callinstraße 9 auch als Stellvertreter der Sektion IX der Steinbruchs-Berufsgenossenschaft.
Insgesamt 23 Jahre leitete Bodenstab das sogar in den USA für den „Deutschen Asphalt“ bekannte Unternehmen. Unermüdlich beriet er sowie die Technische Hochschule Hannover wie auch diejenige in Braunschweig. Ihm gelang in großem Umfang die Einführung von Hartguss-Asphalt für den Bau von Fahrstraßen.
1931 wurde Bodenstab der Ehrendoktor-Titel als Dr.-Ing. E. h. durch die Braunschweiger Technische Hochschule verliehen.

## Bodenstabstraße
Der 1952 in Ahlem angelegte und zunächst nach dem Flurnamen Büntestraße benannte Verkehrsweg, der die Richard-Lattorf-Straße mit der Gartenstraße verbindet, wurde 1978 nach dem Generaldirektor der Deutschen Asphalt umbenannt.